# 日本二人麻雀
二人麻将是一种两个人玩的变种麻将。早期的电脑游戏和脱衣麻将游戏等采用的便是这种游戏形式，但除了一些地区和二人麻雀爱好者外，实际上两个人打麻将的情况是很少的。

## 概要
在三人麻将中，大部分规则去掉了二万到八万的28张牌，但是二人麻将并没有使用这种规则，而是和四人麻将一样，使用全部34种136张麻将牌。正因如此，两个人能从全部麻将牌中摸到的牌的比例比较小，和牌也就困难了。
在脱衣麻将游戏中，往往加入了偷牌、换牌等出千的方式来赢牌。
在香港，二十世纪六十年代后出现了仅用万字和字牌来打的二人麻将玩法。MONDO TV 也提供了有排除了老头牌的断幺麻将、与之相反的幺九麻将、只使用万字的万字麻将。

## 和普通麻将规则的不同点
基本的部分和四人麻将大体相同。
- 没有北家、西家。
- 在东南庄的情况下，东风庄、南风庄都只有两局，合计四局（不包括荒牌的情况）。

### 自摸和和牌的区别
是否采用自摸损的差异。多数情况下自摸损是不被采用的，这时，自摸和和牌的得点相同。
采用自摸损的情况下，自摸得点折半。

## 描述了二人麻将的漫画作品
- 愚连队的神灵、万寿十一传说 红莲（日语：愚連隊の神様、万寿十一伝説 紅蓮）
- 天 天和街好汉（日语：天 天和通りの快男児）
- 赌博默示录 开司